# Saltimbocca

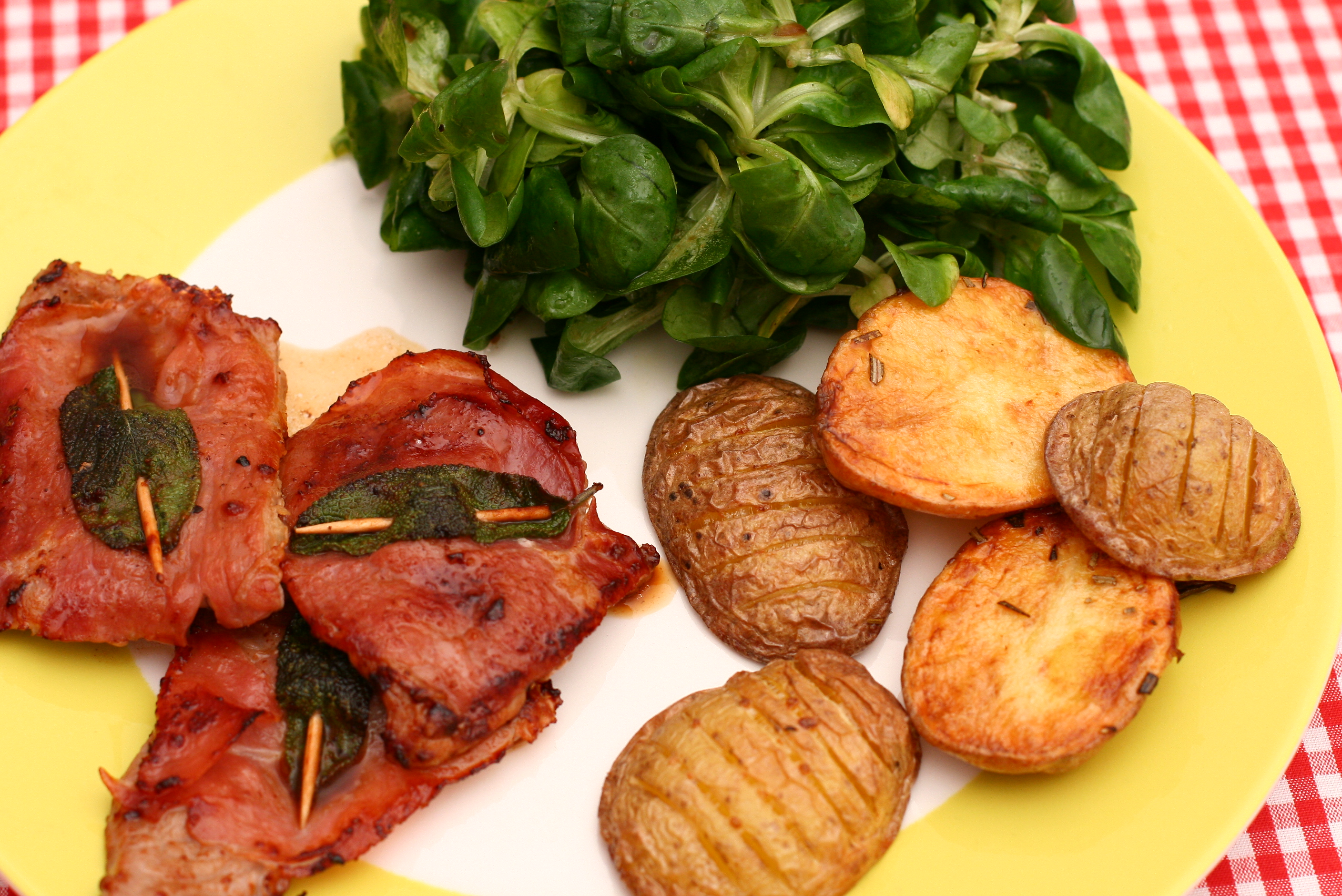
Saltimbocca alla romana

Saltimbocca (Nederlands: 'spring in de mond') is een specialiteit uit de Italiaanse keuken. Het bestaat uit dunne lapjes kalfsvlees, bedekt met plakjes rauwe ham (prosciutto crudo) en salie en nagesmoord in witte wijn. De oorsprong is de streek rondom Rome, Latium.